# عمر بوسو
عمر بوسو (بالإسبانية: Omar Pouso)‏ هو لاعب كرة قدم أوروغواياني في مركز الوسط، ولد في 28 فبراير 1980 في مونتفيدو في الأوروغواي. شارك مع منتخب الأوروغواي تحت 20 سنة لكرة القدم ومنتخب الأوروغواي لكرة القدم. أما مع النوادي، فقد لعب مع بنيارول وتشارلتون أثلتيك وجيمناسيا لابلاتا ونادي دانوبيو ونادي ليبرتاد.

## وصلات خارجية
- عمر بوسو على موقع الاتحاد الدولي (مؤرشف)  (الإنجليزية)
- عمر بوسو على موقع قاعدة بيانات كرة القدم.إي يو (الإنجليزية)
- عمر بوسو على موقع ناشيونال فوتبول تيمز (الإنجليزية)
- عمر بوسو على موقع Soccerbase.com (لاعب) (الإنجليزية)
- عمر بوسو على موقع Soccerway.com (الإنجليزية)
- عمر بوسو على موقع عالم كرة القدم.نت (الإنجليزية)